# Hugenworbis

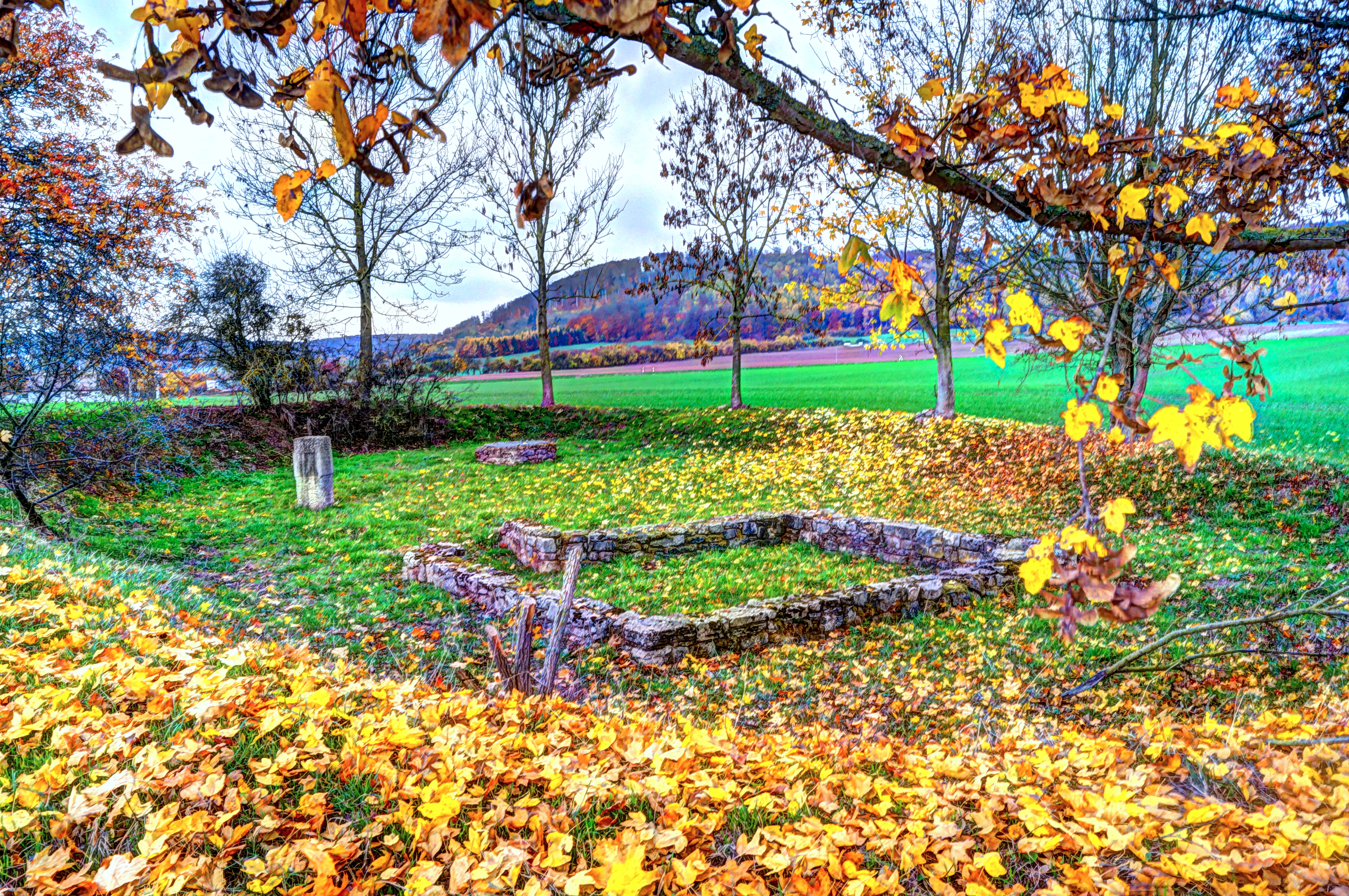
Überblick über die Grabungsstelle der Wüstung Hugenworbis

Hugenworbis ist eine Wüstung in der Nähe von Worbis im Landkreis Eichsfeld in Thüringen.

## Lage
Hugenworbis lag im Osten des heutigen Landkreises Eichsfeld etwa zwei Kilometer nordöstlich von Breitenworbis auf halber Strecke nach Ascherode und nahe der Burg Harburg. Sie lag an dem kleinen Bachlauf Mohlbach oder Mehlbach, der bei Bernterode-Schacht in den Rhin mündet.

## Geschichte der Siedlung
Die archäologischen Funde lassen auf eine Besiedlung des Gebietes in der frühen Eisenzeit vermuten. Anhand wellenverzierter Keramik aus dem 9. bis 10. Jahrhundert lässt sich die Entstehung des Dorfes in dieser Zeit belegen. Die weiteren Fundstücke stammen aus dem 10. bis 14. Jahrhundert, nur noch wenige aus dem 15. und 16. Jahrhundert, so dass die Siedlung zu dieser Zeit wohl nicht mehr in vollem Umfang bestanden hat.
Die erste urkundliche Erwähnung von Hugenworbis erfolgte im Jahr 1268, als die Herren von Huginworbeze als Zeugen auftreten. Weitere urkundliche Erwähnungen des Ortes liegen von 1357 und 1358 vor. 1549 wurden zwei dem Vorwerk Hugenworbis dienstpflichtige Höfe, der Weiden- und der Polmannshof, erwähnt. Das Vorwerk bestand noch im 17. Jahrhundert, noch 1675 mussten ihm Frondienste erbracht werden. Danach wurde das Vorwerk verkauft, die Bewohner siedelten nach Breitenworbis um.

## Archäologische Erkundung
Da an der früheren Dorfstelle ein Bewässerungsspeicher errichtet werden sollte, begannen im Mai 1985 archäologische Untersuchungen der Siedlung, die sich bis 1989 hinzogen. 1986 wurden die Grundmauern eines mutmaßlich im 13. Jahrhundert erbauten Hofkomplexes, vermutlich aus Fachwerk, freigelegt. Auch wurden ein zwei Meter tiefer Brunnen, vermutlich aus dem 10. Jahrhundert, und ein Bestattungsplatz gefunden.

## Ergebnisse der Grabungen
Man fand Scherben und Bronzebruchstücke aus der Besiedlung der frühen Eisenzeit. Die Entstehung des Dorfes wird archäologisch mit wellenverzierter Keramik aus dem 9. und 10. Jahrhundert in Verbindung gebracht. Das 11. Jahrhundert wird mit Irdenware belegt und aus dem 13. und 14. Jahrhundert sind Hinweise auf die Ausdehnung und die Dauer der Besiedlung gegeben.
Historiker gehen davon aus, dass mit der Zerstörung der benachbarten Haarburg das Dorf 1165 verlassen worden ist. Dann fand man Fachwerk und eine dicke Schicht rotgebrannten Lehm mit Flechtwerkabdrücken, vorgezogene Mauern und eine verkohlte Holzschwelle sowie im Inneren der Mauern einen Ofen mit Topfkacheln. Auch ein Brunnen wurde gefunden und freigelegt. Man nimmt an, dass das Funde aus dem 10. und 11. Jahrhundert sind. Am Rande der Besiedlung lag der Friedhof mit Bestattungsplatz und Skeletten mit Beigaben. Ein ehemaliger See wurde auch identifiziert. An der Uferzone befand sich Keramik. Also wurde die Stelle wieder besiedelt und ein Dorf entwickelte sich.

## Niederungsburg
Im Bereich des kleinen Sees fand man Hinweise auf eine Niederungsburg bzw. befestigten Adelssitz. Die Burg entstand vermutlich mit der Neubesiedlung des Ortes nach 1165, als die benachbarte Harburg zerstört wurden und das Dorf aufgegeben wurde. Besitzer der Burg waren unter anderem die im Dienste der Markgrafen von Meißen stehenden Burgmänner der im südlichen Eichsfeld gelegenen Burg Stein. 1358 entsagt Johannes Tenne zu Gunsten seines Bruders Konrad auf das Gut in Hugenworbis. 1549 wurde Christof vom Hagen vom Kurmainzer Erzbischof mit einem Vorwerk belehnt.

## Das Glockenloch
Im so genannten Glockenloch sollen die Bewohner von Hugenworbis nach einer Sage die Glocken des Ortes versenkt haben, um sie im Bauernkrieg vor plündernden Bauernheeren zu verstecken.

## Spuren
An die Siedlung erinnert heute ein im Sommer 1995 errichteter Gedenkstein, der neben den freigelegten Grundmauern des Wohnhauses und des Brunnens errichtet wurde.